# Friendswood (Texas)
Friendswood es una ciudad ubicada en el condado de Galveston en el estado estadounidense de Texas. En el Censo de 2010 tenía una población de 35.805 habitantes y una densidad poblacional de 662,12 personas por km².

## Geografía
Friendswood se encuentra ubicada en las coordenadas 29°30′28″N 95°12′2″O / 29.50778, -95.20056. Según la Oficina del Censo de los Estados Unidos, Friendswood tiene una superficie total de 54.08 km², de la cual 53.71 km² corresponden a tierra firme y (0.68%) 0.37 km² es agua.

## Demografía
Según el censo de 2010, había 35.805 personas residiendo en Friendswood. La densidad de población era de 662,12 hab./km². De los 35.805 habitantes, Friendswood estaba compuesto por el 86.62% blancos, el 3.44% eran afroamericanos, el 0.43% eran amerindios, el 4.85% eran asiáticos, el 0.05% eran isleños del Pacífico, el 2.58% eran de otras razas y el 2.02% pertenecían a dos o más razas. Del total de la población el 12.48% eran hispanos o latinos de cualquier raza.